# SFT-Loader
Der SFT-Loader ist ein Download-Manager für SFT-Dateien, welche verschlüsselte FTP oder HTTP-Links und Anmeldedaten ("login data") enthalten, mit denen der Ladevorgang vereinfacht werden soll. Zum Öffnen wird meistens ein Passwort benötigt.
Am 27. Juni 2008 wurde bekanntgegeben, dass der SFT-Loader verkauft wird. Bei einer Auktion wurde der Mindestpreis nicht erreicht. Das Projekt SFT wird verbessert fortgeführt.
Seit dem 16. Mai 2012 ist es möglich SFT-Dateien bis zur Version 2009 zu entschlüsseln, wodurch man die beinhalteten Links im Klartext auslesen kann.
Im November 2012 wurde eine kritische Sicherheitslücke öffentlich, welche es ermöglichte, dem Benutzer Schadcode unterzuschieben.